# Aeropuerto Diego Jiménez Torres
El Aeropuerto Diego Jiménez Torres  (IATA: FAJ, ICAO: TJFA, FAA LID: X95) es un aeropuerto de uso público propiedad de la Autoridad de Puertos de Puerto Rico y que está ubicado a una milla náutica (1,85 km) al suroeste del distrito central de negocios de Fajardo, una ciudad en Puerto Rico, un estado libre asociado a Estados Unidos en el mar Caribe. También se conoce como aeropuerto Fajardo. Las operaciones aeroportuarias se cerraron en noviembre de 2008 y fueron trasladadas al aeropuerto José Aponte de la Torre de reciente apertura en Ceiba.  Sin embargo, a partir de julio de 2009, Diego Jiménez Torres sigue apareciendo como aeropuerto activo por la Administración Federal de Aviación. 